# Ixeridium
Ixeridium là một chi thực vật có hoa trong họ Cúc (Asteraceae).

## Loài
Chi Ixeridium gồm các loài: